# ブリンマー大学
ブリンマー大学（ブリンマーだいがく、Bryn Mawr College [ˌbrɪnˈmɑːr]）は、アメリカ合衆国ペンシルベニア州ブリンマー（フィラデルフィア郊外）にある私立女子リベラル・アーツ・カレッジ（ただし大学院は男女共学）。1885年にキリスト友会（クエーカー）によって創立された。アメリカ合衆国の女子大学として初めて博士の学位を授与した大学でもある。セブン・シスターズの一角を成し、ヒドゥン・アイビーの1つにも数えられる。

## 沿革

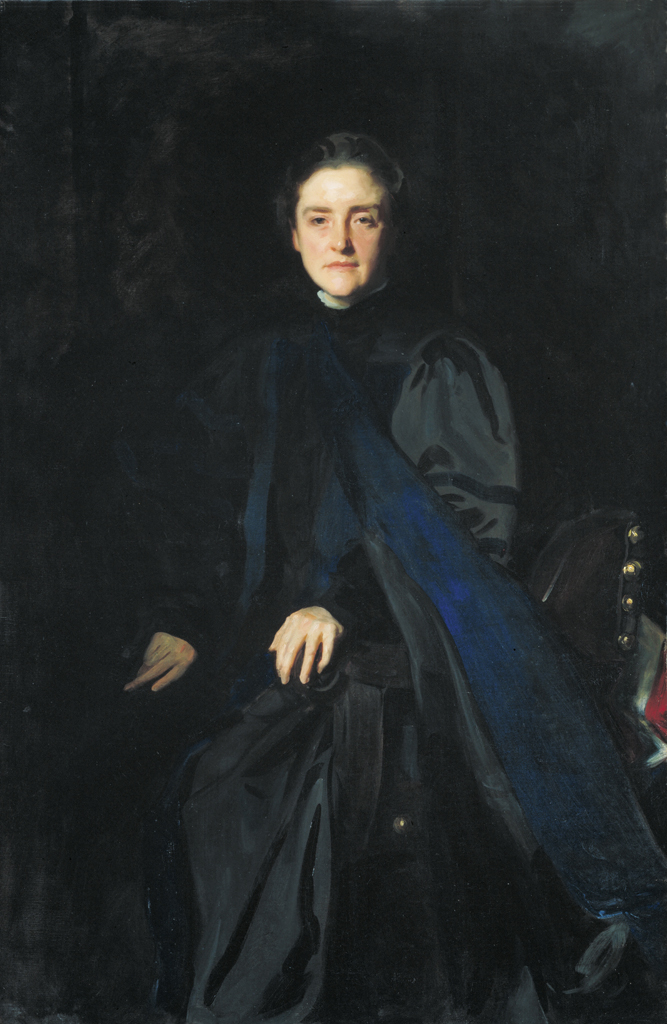
M・キャリー・トーマス

1878年、ペンシルベニア大学卒の内科医で、友会徒でもあったジョセフ・W・テイラーが、クエーカーの理想と女子教育の推進を体現すべく、53,500ドルの資金と、ブリンマーの土地40エーカー（162,000m2）を寄贈した。これがブリンマー大学の始まりであった。1885年に同学が創立すると、ジェームズ・E・ローズが初代学長に、また後に2代目学長となる女性参政権運動家M・キャリー・トーマスが初代学生部長にそれぞれ就任し、36人の学部生と8人の大学院生が入学した。創立当初こそクエーカー系だったものの、1893年には教会から独立した。
1914年、ブリンマー大学には全米でも最古の部類に入る、社会福祉・社会調査大学院が開設された。1921-38年にかけては、労働者教育運動および女性就労運動の流れを受けて、ブリンマー大学のキャンパスを会場としてブリンマー勤労婦人夏季学校が開講された。この学校では政治・経済学、自然科学、文学の各講座が開講され、課外活動も多数行われた。1931年には、大学院が初めて男子学生を受け入れて男女共学化した（学部は現在に至るまで女子のみである）。

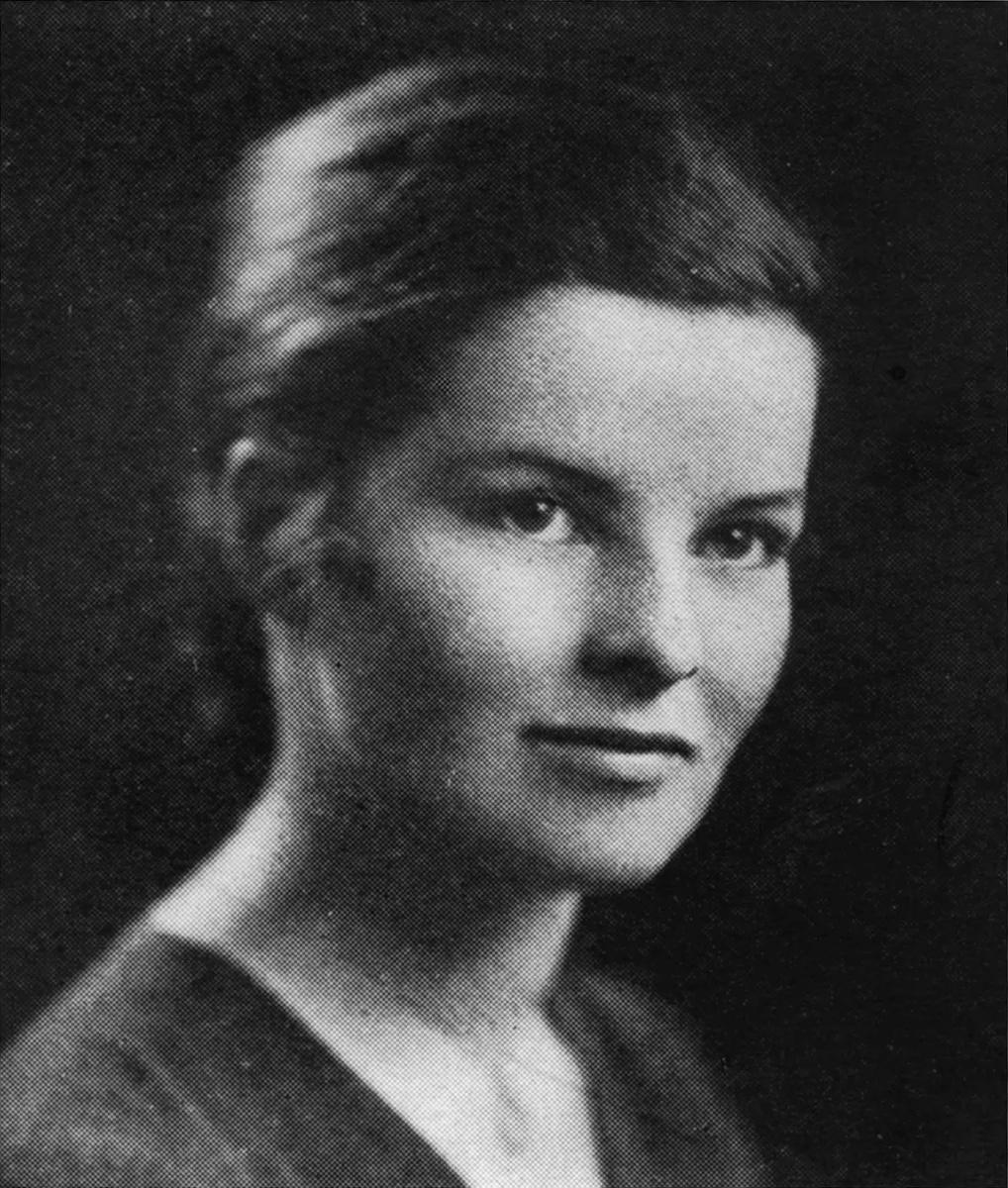
1928年のイヤーブックに掲載されたキャサリン・ヘプバーンの卒業写真

2008年6月3日のニューヨーク・タイムズ紙の記事では、ブリンマー大学を含むアメリカ合衆国の女子大学による、中東でのプロモーション活動について取り上げられた。1928年にブリンマー大学を卒業したキャサリン・ヘプバーンのほか、ヒラリー・クリントン、エミリー・ディキンソン、ダイアン・ソイヤー、マデレーン・オルブライトら、女子大学卒業生の業績を紹介することで、各女子大学がプロモーション活動を進める姿が、この記事に載せられた。ブリンマー大学の入学事務局長は、この記事に「今もなお、女性科学者の数は十分に多いとは言えない。（中略）我々は女性の社会的地位を向上すべく、そして女性が最高の教育を受けられるように、全力で取り組んでいる」という言を寄せた。また、この記事では、中東の女子大学と、「上流の歴史と卓越した学問に特徴付けられ、政治活動やジェンダーの同一性、異性愛規範といった論題に対しても激論が交わされるリベラルの牙城で、既に中東から留学している女学生には衝撃さえ与える」アメリカの女子大学との違いも対比して記された。
2010年には、創立125周年記念行事として、bold vision, for women, for the world（女性のため、世界のための大胆な将来構想）と題して、様々なイベントを行った。2010年9月には、ブリンマー大学はアメリカ合衆国および世界での、中等・高等教育における、女子への教育機会均等性についての国際会議を主催した。創立125周年記念誌も制作された。また、フィラデルフィア壁画プログラムと協同で、女子教育の歴史を描いた壁画がウェストフィラデルフィア地区で描かれた。
2015年、ブリンマー大学はトランスジェンダーの女性（出生時は「男性」）、および「女性」とみなされる間性に門戸を開いた。全米の女子大学の中で、トランスジェンダーの女性を受け入れるのはブリンマー大学が4校目となった。

## キャンパス
| ローズ・ホール |  | ロックフェラー・ホール |
| ローズ・ホール |  | ロックフェラー・ホール |

ブリンマー大学はフィラデルフィアの西郊11マイル（18km）に135エーカーのキャンパスを構え、その敷地内には40棟の校舎が建っている。カルバート・ボークスおよびフレデリック・ロー・オルムステッドが設計したこのキャンパスは、それ自体が40種の樹木が植えられた樹木園の様相を呈しており、そこにカレッジエイト・ゴシック（ゴシック・リバイバルの亜流）の校舎や学生寮が建ち並んでいる。同学キャンパス全体が1979年にブリンマー大学歴史地区として国家歴史登録財に指定されている。ブリンマー大学のキャンパスは、しばしばアメリカ合衆国で最も美しい大学キャンパスの1つに挙げられている。
ブリンマー大学のキャンパスは環境にも配慮している。同学内で使われる電力は、全て風力発電によってまかなわれている。また、キャンパス内に新たに建てられる全ての建物には、LEED（Leadership in Energy and Environmental Design）シルバー認証基準を満たすことを必須としている。冷暖房の起動基準気温や設定温度についても、事細かに決められている。

## 学術と教育
| キャリー・トーマス図書館（旧図書館）とその大広間 |  | キャリー・トーマス図書館（旧図書館）とその大広間 |
| キャリー・トーマス図書館（旧図書館）とその大広間 |  |                                                  |

ブリンマー大学はセブン・シスターズと呼ばれる、東海岸の名門女子大学7校（現在も女子大学のまま残っているのは5校）のうちの1校である。また、ヒドゥン・アイビーにもその名を連ねている。USニューズ&ワールド・レポート誌が毎年出している大学ランキングでは、全米のリベラル・アーツ・カレッジの中で25位前後、もしくはそれ以内に入る評価を受けている。
ブリンマー大学はリベラル・アーツ・カレッジの特徴とも言える少人数教育を徹底して行っている。学生数は学部生約1,300人、大学院生約300人である。学部における学生対教授の人数比は9:1で、全講義の7割以上は20人以下の学生数で行われている。

### 学部

#### 全学必修科目
ブリンマー大学は、全学部生に対して、Approaches to Inquiry（問いへのアプローチ）と題した、下記4群の科目を1科目ずつ必修としている。
- Critical Interpretation（批判的解釈）: 精読を通じ、文章、オブジェクト、芸術作品、演技等を批判的に解釈する。
- Cross-Cultural Analysis（異文化分析）: 世界の様々な社会システムや行動パターンを分析する。
- Inquiry into the Past（IP、過去への問い）: 時を超えた人間の発展や変化を問う。
- Scientific Investigation（SI、科学的調査）: 観察によって得られた証拠を以って仮説を検証することで、自然世界を理解する。

また、上記4群の科目に加えて、数量的リーズニング、および1年間の外国語（10ヶ国語から選択可能）が必修となっている。加えて、後述の1年次必修科目もいくつかある。

#### 履修の流れ
ブリンマー大学の学部に入学した1年生は全員、まずエミリー・ボルチ・セミナーを受講する。同学の卒業生で、1946年のノーベル平和賞受賞者である、エミリー・グリーン・ボルチの名を冠したこのセミナーは、学生間のディスカッション、および集中的な読書と作文を通じて、同学での学問に必要となる批判的・徹底的な思考を身に付けることを目的とする。また、同学での学生生活において必要な力を身に付けることを目的とした、THRIVEという、体育を含む10週間の授業も1年次必修となっている。このTHRIVEに加えて、水泳が1年次での必修（泳力テストに合格することで免除）となっている点も特徴的である。
2年次になるとソフォモア・プランというものがあり、ここで1年次の振り返りと2年次以降の履修計画策定、および専攻の選定を行う。国外留学などの計画もここで策定する。ブリンマー大学の学部では、35以上の専攻および50以上の副専攻プログラムを提供しており、多くの学生はこれらの中から選定する。加えて、都市の成長と構造、国際関係といった、学際的な専攻プログラムも提供している。少数ではあるものの、2つの分野を専攻する学生（ダブルメジャー）もいる。毎年5-10人程度の学生は、これらのいずれにもあてはまらない、独立専攻と呼ばれるプログラムを自ら設計し、専攻する。そして、4年間の学びは、卒業論文を以って締めくくられる。

### 大学院
リベラル・アーツ・カレッジは基本的には学部での教育に注力し、学部のみ設置か、大学院を設置していても修士課程のみという大学も少なくないが、ブリンマー大学では博士の学位も授与している。同学は、教養学大学院、および社会福祉・社会調査大学院の2つの大学院を設置している。この他、学士取得者に対して、1年間のメディカルスクール進学準備集中プログラムも提供している。
教養学大学院では、修士課程のほか、考古学、化学、古典、芸術史、数学、物理学の6分野で博士課程を設けている。加えて、考古学・古典・芸術史の3分野、および化学・数学・物理学の3分野をそれぞれあわせた、学際的な博士課程も設置されている。
社会福祉・社会調査大学院では、社会福祉学修士の学位に相当する社会サービス学修士（Master of Social Services、M.S.S.）、社会サービス学・公衆衛生学修士、および博士の学位を授与している。

### 一貫・提携プログラム
| ハバフォード大学（左）およびスワースモア大学（右）とは特に密な提携を結んでいる |  | ハバフォード大学（左）およびスワースモア大学（右）とは特に密な提携を結んでいる |
| ハバフォード大学（左）およびスワースモア大学（右）とは特に密な提携を結んでいる |  |                                                                                |

ブリンマー大学は他大学との提携も盛んに行っている。同学と同様にフィラデルフィア郊外に立地する名門リベラル・アーツ・カレッジであるハバフォード大学およびスワースモア大学とは、3大学コンソーシアム（Tri-College Consortium、Tri-Co）と呼ばれる、特に密な提携を結んでいる。これら3大学は学期を揃え、相互に科目を登録して履修し、所属大学の取得単位に振り替えられるようになっている。加えて、これら3大学はいくつかの課外活動も共同で行っている。また、同学とハバフォード大学との間には、ブルー・バスと呼ばれるシャトルバスが1日20往復以上運行されている。さらに、これら3大学はいずれも、ペンシルベニア大学とも提携しており、これら3大学の学生はペンシルベニア大学の開講科目も履修することができる。
フィラデルフィアとその近郊の上記大学間の提携の他、ブリンマー大学で3年、提携大学の工学部で2年学ぶことで、ブリンマー大学の教養学士、および提携大学の工学士の両方の学位を取得する、デュアル・ディグリー・プログラムも、カリフォルニア工科大学およびコロンビア大学との間で、それぞれ提供されている。
ブリンマー大学の教養学士と、同学もしくは提携大学の大学院が授与する学位の両方を取得する、学部・大学院間の一貫プログラムや提携プログラムも複数提供されている。ブリンマー大学内では、教養学士と教養学修士、および教養学士と社会サービス学修士の2つの一貫プログラムが提供されている。ペンシルベニア大学との間には、ブリンマー大学で3年、その後ペンシルベニア大学の大学院都市・地域計画研究科で2年学ぶことで、ブリンマー大学の教養学士とペンシルベニア大学の修士の両学位を取得する3+2プログラムのほか、ブリンマー大学で4年学んだ後、ペンシルベニア大学の大学院で1年学ぶ4+1プログラムが工学、教育学、および生命倫理学の分野でそれぞれ提供されている。加えて、ボストン大学との間には公衆衛生学の分野で4+1プログラムが、またロチェスター大学との間には光学の分野で4+2プログラムが、それぞれ提供されている。ブリンマー大学の教養学士と、インディアナ大学ロー・スクールの法務博士の両学位を取得する提携プログラムも提供されている。さらに、アメリカ合衆国外の大学とも同様のプログラムがある。中華人民共和国の浙江大学との間には中国研究の分野で4+2プログラムが、またイギリス（ウェールズ）のアベリストウィス大学との間には4+1プログラムがそれぞれ提供されている。

## 関連人物

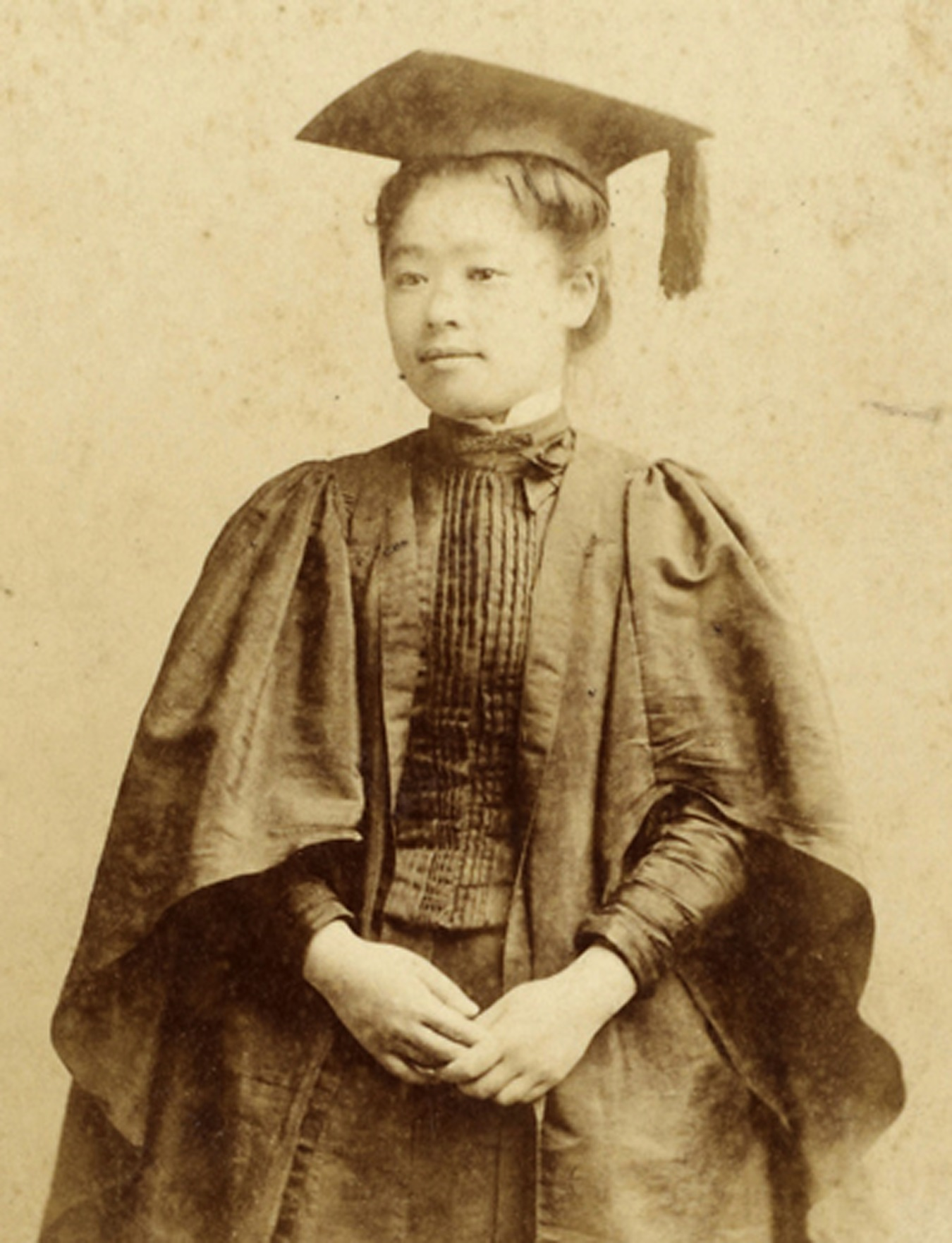
卒業時の津田梅子

明治から大正にかけて、日本の女子教育の発展に貢献した多くの女性がブリンマー大学に留学した。
- 津田梅子 - 1889年にブリンマー大学入学。1892年に同校を卒業。帰国後、女子英学塾（後の津田英学塾、現：津田塾大学）を創立した[43]。
- 松田道 - 同志社女子専門学校（現：同志社女子大学）校長
- 河井道 - 恵泉女学園創立者、日本YWCA同盟総幹事
- 鈴木歌 - 華族女学校（現：学習院女子中・高等科）教授
- 木村文子 - 東京女子高等師範学校（現：お茶の水女子大学）教授
- 星野あい - 津田塾大学学長

日本と関わりのある人物
- レオニー・ギルモア（1895年卒）　夫は詩人の野口米次郎、息子は彫刻家のイサム・ノグチ、娘はダンサーのアイレス・ギルモア。

- エリザベス・ヴァイニング（1923年卒）　少年時代の皇太子明仁親王の家庭教師

## 註
1. 1 2 3 4  Bryn Mawr College. U.S. News & World Report. 2019年. 2020年2月7日閲覧.
2. 1 2 3 4  History. Bryn Mawr College. 2020年2月7日閲覧.
3. 1 2 3  Palumbo, Lindsey. Common Data Set 2018-2019. p.3. Bryn Mawr College. 2018年秋学期. 2020年2月7日閲覧.
4. ↑  Brand Styleguide. p.11. Bryn Mawr College. 2020年2月7日閲覧.
5. 1 2 3  Graduate School of Arts and Sciences. Bryn Mawr College. 2020年3月5日閲覧.
6. 1 2  The Seven Sisters. Mount Holyoke College. 2020年2月7日閲覧.
7. 1 2  Greene, Howard and Matthew W. Greene. Greenes' Guides to Educational Planning: The Hidden Ivies, 3rd Edition: 63 of America's Top Liberal Arts Colleges and Universities. New York: HarperCollins. 2016年. ISBN 978-0062420909.
8. ↑  The Taylor Society（アーカイブ）. Bryn Mawr College. 2013年.
9. ↑  James E. Rhoads, first president of Bryn Mawr College (1884-1894). Bryn Mawr University. 2020年2月17日閲覧.
10. ↑  1921: The Bryn Mawr Summer School for Women Workers. History of Education: Selected Moments of the 20th Century. Ontario Institute for Studies in Education, University of Toronto. 2020年2月17日閲覧.
11. ↑  Lewin, Tamar. 'Sisters' Colleges See a Bounty in the Middle East. The New York Times. 2008年6月3日. 2020年2月17日閲覧.
12. ↑  Plans for 125th Anniversary Include International Conference on Women's Education. News Archive. Bryn Mawr College. 2010年4月8日. 2020年2月17日閲覧.
13. ↑  Heritage and Hope: Women's Education in a Global Context (アーカイブ). Bryn Mawr College. 2011年6月14日.
14. ↑  Bryn Mawr College: Bryn Mawr's 125th Anniversary Celebration (アーカイブ) Bryn Mawr College. 2011年6月14日.
15. ↑  Bryn Mawr College to Sponsor Mural Highlighting Advances in Women's Education as Part of Its 125th Anniversary Celebration. News Archive. Bryn Mawr College. 2010年4月23日. 2020年2月17日閲覧.
16. ↑  A Letter from Bryn Mawr Board Chair Arlene Gibson. News Archive. Bryn Mawr College. 2015年2月9日. 2020年2月17日閲覧.
17. ↑  Kellaway, Mitch. Bryn Mawr Becomes Fourth U.S. Women's College to Accept Transgender Students. The Advocate. 2015年2月11日. 2020年2月17日閲覧.
18. ↑  Campus. Bryn Mawr College. 2020年1月19日閲覧.
19. ↑  Campus Plan - Hutton, Vaux & Olmsted. Bryn Mawr College Library Special Collections. Bryn Mawr College. 2020年1月19日閲覧.
20. ↑  Campus Trees. Bryn Mawr College. 2020年2月19日閲覧.
21. ↑  PENNSYLVANIA - Montgomery County. National Register of Historic Places. 2020年2月19日閲覧.
22. ↑  Tep, Ratha. America's Most Beautiful College Campuses. Travel+Leisure. 2016年12月22日. 2020年2月19日閲覧.
23. ↑  Bhardwa, Seeta. The 10 most beautiful universities in the US. World University Rankings. 2017年8月8日. 2020年2月19日閲覧.
24. ↑  Miller, Kaitlin The Most Beautiful College Campuses in America. The Active Times. 2019年6月19日. 2020年2月19日閲覧.
25. ↑  Schild, Darcy. The 20 most beautiful college campuses in America. Business Insider. 2019年8月8日. 2020年2月19日閲覧.
26. ↑  Energy, Facilities Services. Bryn Mawr College. 2020年2月19日閲覧.
27. ↑  Best Colleges 2020: National Liberal Arts Colleges Rankings. U.S. News & World Report. 2019年. 2020年3月4日閲覧.
2020年版（2019年発行）では27位であった。
28. 1 2  College Requirements. Bryn Mawr College. 2020年3月4日閲覧.
29. ↑  Academic Path. Bryn Mawr College. 2020年3月4日閲覧.
30. ↑  First Year Experience. Bryn Mawr College. 2020年3月4日閲覧.
31. ↑  The Emily Balch Seminars. Bryn Mawr College. 2020年3月4日閲覧.
32. ↑  THRIVE. Bryn Mawr College. 2020年3月4日閲覧.
33. ↑  Physical Education: Requirements. Bryn Mawr College. 2020年3月4日閲覧.
34. ↑  Sophomore Plan. Bryn Mawr College. 2020年3月4日閲覧.
35. ↑  Majors, Minors, and Concentrations, Designing an Independent Major Program. Bryn Mawr College. 2020年3月4日閲覧.
36. ↑  Senior Thesis. Bryn Mawr College. 2020年3月4日閲覧.
37. 1 2  Graduate and Postbaccalaureate Programs. Bryn Mawr College. 2020年3月5日閲覧.
38. ↑  Graduate School of Social Work and Social Research. Bryn Mawr College. 2020年3月5日閲覧.
39. ↑  Bi-Co, Tri-Co, and Penn. Bryn Mawr College. 2020年3月5日閲覧.
40. ↑  Academic Partnerships. Haverford College. 2020年3月5日閲覧.
41. ↑  Tri-College Consortium. Swarthmore College. 2020年3月5日閲覧.
42. 1 2  Combined Degrees. Bryn Mawr College. 2020年3月5日閲覧.
43. ↑  津田塾の歴史-津田梅子について. 津田塾大学. 2020年3月7日閲覧.

## 推奨文献
- Horowitz, Helen Lefkowitz. Alma Mater: design and experience in the women's colleges from their nineteenth-century beginnings to the 1930s. 2nd ed. Amherst, Massachusetts: University of Massachusetts Press. 1993. ISBN 978-0870238697.
- Horowitz, Helen Lefkowitz. The Power and Passion of M. Carey Thomas. New York: Knopf. 1994年. ISBN 978-0394572277.